# Băile Tușnad
Băile Tușnad (pronunciat en romanès: [ˈBə.ile ˈtuʃnad] ; hongarès: Tusnádfürdő, pronunciat [ˈTuʃnaːtfyrdøː] és una ciutat del comtat de Harghita (Romania). Es troba a la terra de Székely, una regió etno-cultural a l'est de Transsilvània.
Amb una població de 1.617 habitants, és la ciutat més petita de Romania per població. Es troba a 650 metres d’altitud a la zona sud de la depressió del Ciuc, entre les muntanyes Harghita i Bodoc, a la vall de l’Olt, i és fins avui una important ciutat termal. La ciutat administra un poble, Carpitus (Kárpitus).

## Història
La ciutat i els voltants són famosos pels seus balnearis i aigües minerals rebudes de set fonts. A prop hi ha el llac Sfânta Ana, un famós llac de cràter volcànic, l’únic d’aquest tipus a Romania.
The water has long been used for bathing by the Székely people. The most probable date for the founding of the bathing station is 1842. It was an alleged miraculous healing of the son of a shepherd from his rashes that first attracted widespread attention to the therapeutic properties of local mineral waters, after which a company was founded to develop the springs in 1845. The bathing station was destroyed in the skirmishes of 1849, but Austrian Emperor Franz Joseph, on visiting the town in 1852, ordered the reconstruction of the baths.
El ràpid desenvolupament de la ciutat va començar després del 1860. La font de Mikes va ser nomenada en honor del comte Benedek Mikes, president del comitè de spa, que va nomenar un químic a costa seva per analitzar l'aigua de la font que portava el seu nom. Això va suposar l'inici de l'avaluació científica i la utilització de les aigües minerals locals. El Centre Mèdic Stefánia es va obrir el 1890 i va romandre com a centre de tractament del balneari fins al 1975. El llac Csukás (ara: Ciucaș) es va crear artificialment el 1900 i els grans hotels de la ciutat es van construir als anys setanta.
Històricament, l'assentament formava part de la zona de la Terra Székely de Transsilvània i va pertànyer al districte de Csíkszék fins a la reforma administrativa de Transsilvània el 1876, quan va caure dins del comtat de Csík, al Regne d'Hongria. Després del tractat de Trianon de 1920, va passar a formar part de Romania i va caure dins del comtat de Ciuc durant el període d'entreguerres. El 1940, el segon Premi de Viena va atorgar el nord de Transsilvània a Hongria i fou ocupat per Hongria fins al 1944.
After Soviet occupation, the Romanian administration returned and the town became officially part of Romania in 1947. Between 1952 and 1960, the commune fell within the Magyar Autonomous Region, between 1960 and 1968 the Mureș-Magyar Autonomous Region. In 1968, the province was abolished, and since then, the commune, as a town, has been part of Harghita County.

## Demografia
La població de la ciutat és de 1.617; té una majoria hongaresa Székely amb 1.460 (90,3%) hongaresos (cens del 2011). També hi ha petites comunitats de romanesos ètnics (6,9%) i romaní (2,6%).
Dades demogràfiques històriques:
| Any  | Total | Romanesos | Hongaresos | Alemanys | Altres |
| ---- | ----- | --------- | ---------- | -------- | ------ |
| 1941 | 724   | 3         | 711        | 9        | 1      |
| 1956 | 965   | 102       | 808        | 49       | 6      |
| 1966 | 1204  | 104       | 1095       | 3        | 2      |
| 1977 | 1880  | 158       | 1712       | 6        | 4      |
| 1992 | 1969  | 133       | 1835       | 1        | -      |
| 2002 | 1728  | 106       | 1615       | -        | 7      |
| 2011 | 1617  | 112       | 1460       | -        | 45     |

## Informació sobre l'spa

### Indicacions terapèutiques
- Malalties cardiovasculars (recuperació post-infart, problemes circulatoris);
- Malaltia valvular del múscul cardíac, hipertensió, problemes circulatoris);
- Trastorns del sistema nerviós (neurastènia, distonia neurovegetativa, afeccions asteniques secundàries, fatiga física i intel·lectual);
- Problemes digestius (malalties estomacals, trastorns funcionals de l’intestí, gastritis crònica, enterocolitis, discinesia biliar);
- Trastorns endocrins (hipertiroïdisme insuficiència suprarenal lleu, malaltia de Basedow);

### Tipus de tractaments
- Spa amb CO ₂, mofettes, banys galvànics, massatges;
- Parafina, banys d’herbes, massatges;
- Magneto-diaflux, gimnàstica mèdica d’ionització;
- Tractament intern amb aigua mineral, massatge reflex manual;
- Teràpia amb imants, tractament del sòl;

### Elements del tractament natural
- Aigua mineral carbonatada, clor, sodi, bicarbonat;
- Moffettes;
- Bioclima estimulant tònic subalpí;

### Composició de fonts d’aigua mineral
- Molla Stănescu: potència de 405 L / h, T 7 ° C, pH 6,2; carbonatats naturalment, amb bicarbonat, sodi, calci, magnesi;
- Apor Spring: potència de 7200 L / h, T 7 ° C, pH 5,3; hipotònic, carbonatat naturalment, ferruginós, amb clor, bicarbonat, sodi, calci;
- Mikes Spring: sortida lliure, T 14 ° C, pH 5,6; hipotònic, carbonatat naturalment, lleugerament ferruginós, amb clor, bicarbonat, sodi.

## Galeria

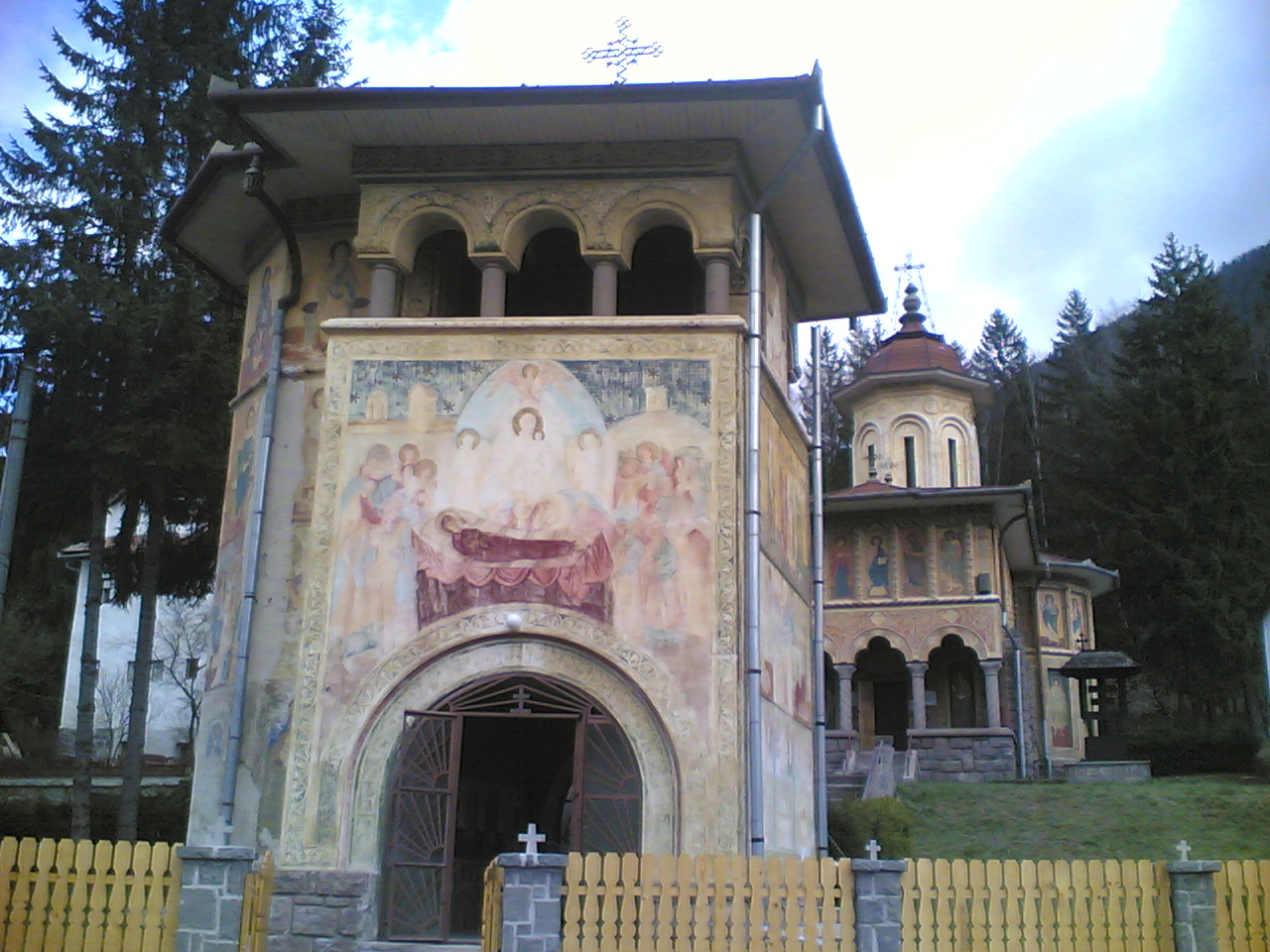
Església ortodoxa romanesa
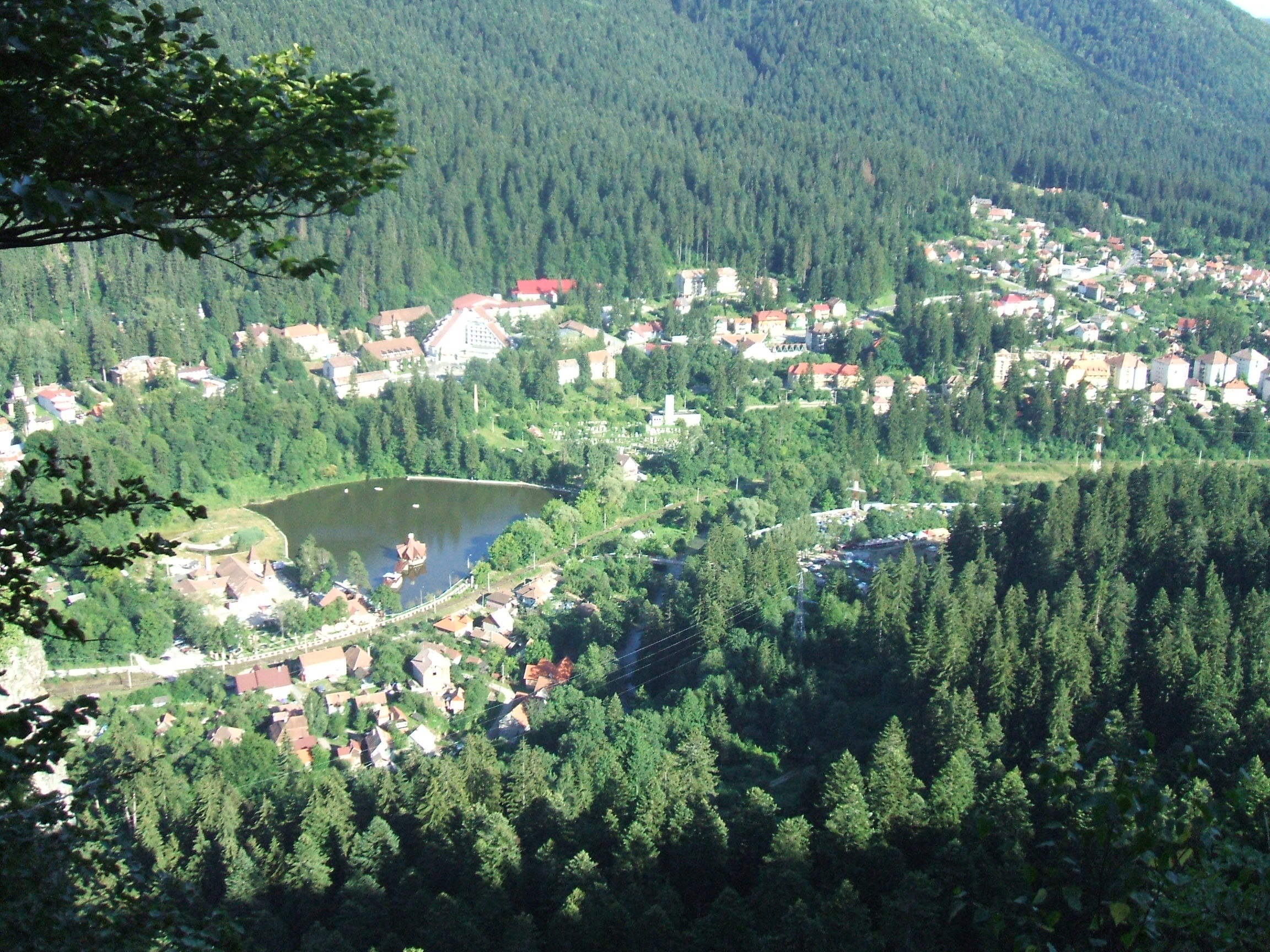
Llac Ciucaş
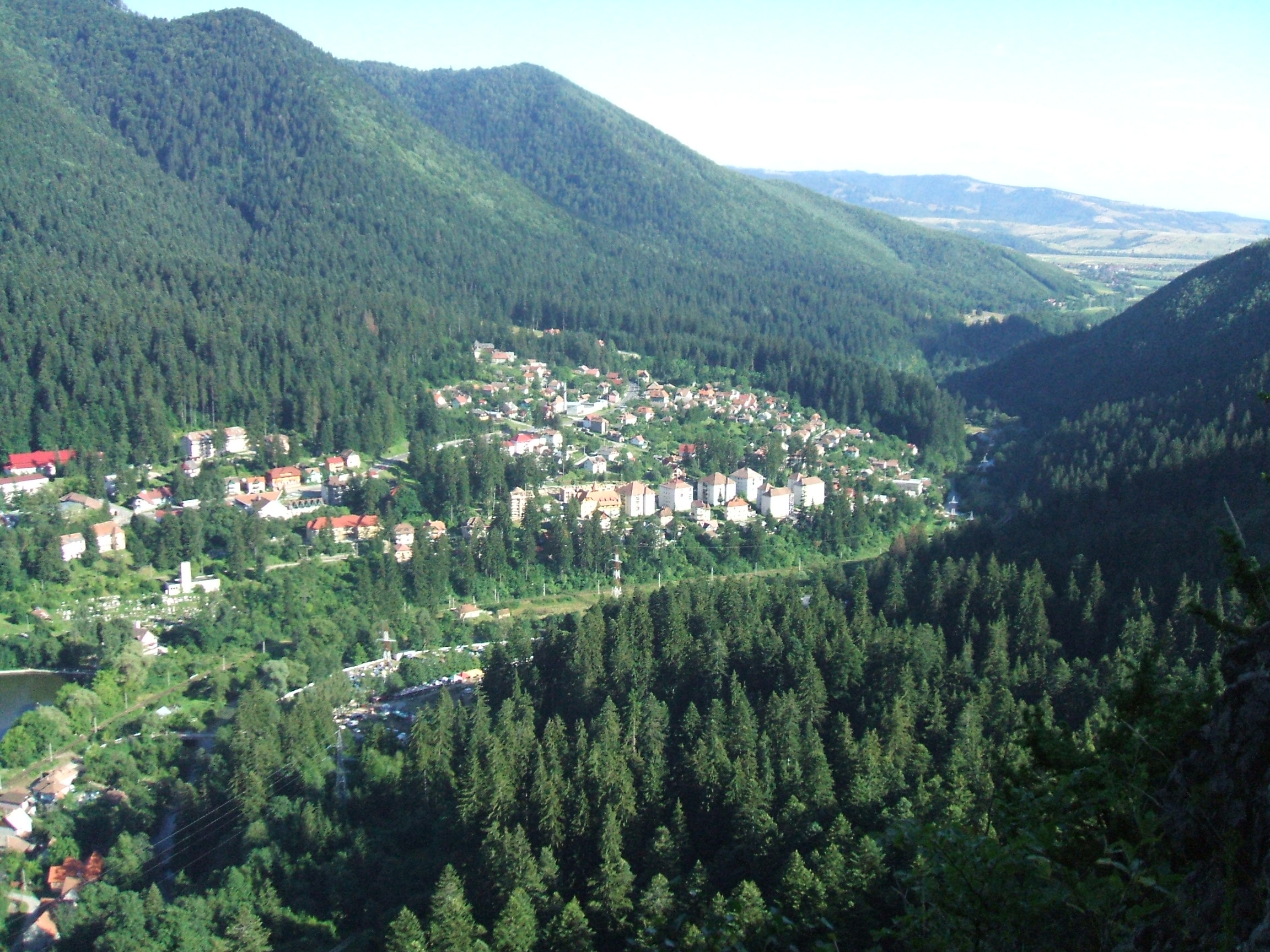
Vall del riu Olt